# Dañs plinn
La danse plinn (en breton dañs tro plin, en rond) est une danse traditionnelle du Centre Bretagne. Son aire de pratique ancienne était située dans la partie bretonnante du département des Côtes-d'Armor, entre Rostrenen  et  Guingamp du sud au nord et entre Callac et Quintin d'ouest en est, soit principalement l'ancien évêché de Cornouaille. C'est une danse aujourd'hui fréquemment pratiquée en fest-noz et en bal folk.

## Historique

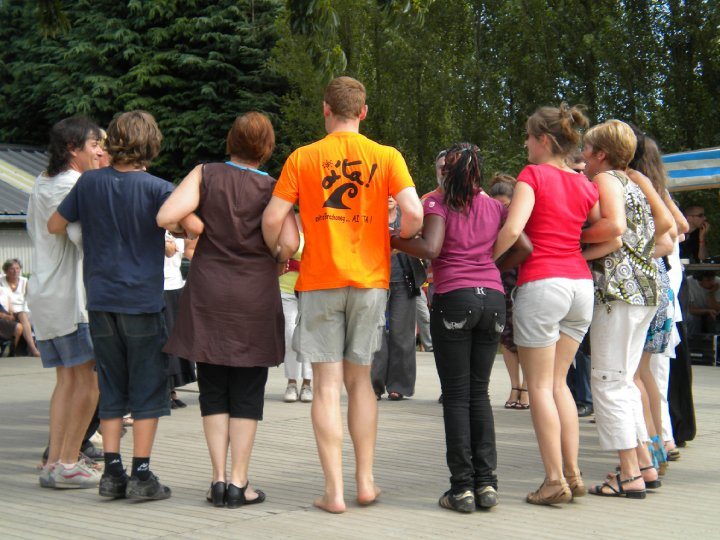
Danseurs au festival Plin 2009

Le mot plin (« plat ») vient du breton plaen, plaine. Au sens littéral, le terme sous-entend l'idée de sobriété, de continuité, de régularité, plutôt que de platitude et illustre le fait qu'elle se danse les pieds à plat. Son nom varie beaucoup : plin ou plinn, dañs plon ou plone (danse de Plounevez-Quintin). La dañs tro plin est aussi souvent appelée dañs fañch, fañch étant le nom donné à la coiffe portée dans une partie sud de sa pratique ancienne, le pays Fañch (Corlay – Perret). Les adjectifs plen et plean sont surtout rencontrés dans le Trégor. Le terme « pays Plinn » désigne a posteriori le territoire où cette danse était pratiquée (cantons de Bourbriac, Saint-Nicolas, Callac, Rostrenen...). 
Les théories les plus fantaisistes ont été avancées sur la dañs tro plin, certains auteurs ont cru y voir dans son évolution circulaire, les restes de cérémonie païennes, voire druidiques. L’enquête menée par Jean-Michel Guilcher de 1945 à 1960 qui a abouti à l’édition de son étude « Tradition populaire de la danse en Basse-Bretagne », met fin a ces théories spéculatives. L'ethnologue note des analogies avec les branles en général, tout en doutant qu'il s'agit là du « célèbre branle bas-breton » cité dans les écrits médiévaux et de la Renaissance, en raison de « son territoire trop peu ou trop récemment étendu vers l'ouest, son incompatibilité avec l'analyse de T. Arbeau ». Son origine est donc incertaine, pour Georges Paugam, il s'agit d'un branle à quatre temps
La limite linguistique n’est pas vraiment une frontière, la danse pratiquée du côté gallo lui est très proche dans la forme : la ronde est inscrite dans une suite réglée (ronde-bal-ronde pour le plin, ronde-bal ou ronde-bal-ronde-bal pour le rond de Penthièvre) avec la même structure de pas (branle asymétrique sur quatre temps). La différence dans la pratique actuelle se situe principalement dans les appuis au sol qui sont inversés (alors que les appuis relevés en fin de tradition populaire sont les mêmes de chaque côté de la frontière linguistique,) et la présence d'un mouvement de bras, inexistant dans le pays plinn, pour le rond de Penthièvre. Ces deux danses trouvent leur origine dans le même fonds ancien. Plusieurs témoignages de sonneurs confirment leur rapport étroit, comme François Goubain (1904-1985), sonneur de clarinette de Corlay, animateur de plusieurs centaines de noces entre 1920 et 1970 qui sonnait aussi bien du côté gallo que du côté bretonnant avec le même répertoire.

## Pratique
Les danseurs hommes et femmes alternés (le danseur tient sa cavalière à droite) forment une ronde tournant vers la gauche en se tenant par les avant-bras. Sur quatre temps, les danseurs effectuent deux petits sauts à pieds joints, puis une alternance entre le pied gauche et droit. Il existe plusieurs variantes au pas. Variantes expliquées dans les livres de Jean-Michel Guilcher. La suite plinn est composée de trois parties : la danse proprement dite (comme pour les dañs-tro du centre Bretagne, on parle de ton simpl), le bal puis à nouveau la danse proprement dite (le ton doubl). Si la musique peut varier entre la première et la troisième partie, le pas de la danse reste le même.  
La première ronde terminée, les danseurs demeurent sur place. Dès l'attaque des premières notes annonçant le bal, le danseur se tourne vers sa cavalière à droite. Les couples ainsi formés, main gauche dans main gauche, et main droite dans main droite évoluent en sens inverse de la ronde, donc vers la droite. Tout d'abord, les couples font une balade sur 16 temps, sur un pas de marche d'un tempo nettement plus lent que celui de la ronde. Ensuite, c'est la figure du bal, qui se fait sur le même pas que celui de la ronde. Cette figure a, le plus souvent, 24 temps. 

### Festoù-noz et festival
Le festival Plinn (br) est créé en 1975 par des anciens du cercle celtique et du bagad de Bourbriac, présidé par Michel Diridollou, avec pour objectif de valoriser la culture du pays Plinn. Il a lieu tous les ans à Bourbriac, chaque semaine de la mi-août auprès de la chapelle Notre-Dame du Danouët et laisse une large part à la langue bretonne.

## Accompagnement musical
En pays bretonnant comme en pays gallo, la danse est généralement accompagnée par des chanteurs, en kan ha diskan dans tout le terroir bretonnant et sa déclinaison en chant « chorale » ailleurs, sauf au nord de Mûr-de-Bretagne où le chant est alterné non pas entre un soliste et un chœur mais entre deux meneurs de la danse.
Les instruments interviennent partout, mais la bombarde et le biniou jouent un plus grand rôle en pays gallo (sud de Saint-Brieuc, Loudéac) qu’en pays bretonnant (Fañch), où les occasions de les voir ensemble sont surtout lors des noces riches et des fêtes publiques. Ils peuvent être employés séparément ou accompagnés d’un instrument plus familier (bombarde-tambours à Saint-Mayeux, bombarde-vielle à Plœuc-sur-Lié, biniou-clarinettes à Saint-Nicolas-du-Pélem). Le pays de Saint-Brieuc danse au son du violon ou de la vielle, et autour de Mûr-de-Bretagne et Coray, la clarinette est l’instrument le plus familier, jouant seule ou par couples, accompagnée ou non de tambour. Quand il y a deux clarinettes, elles alternent suivant les règles du kan ha diskan.
Du point de vue de la forme, la constante se trouve dans la composition par groupements de quatre temps, généralement bien distincts. Mais leur nombre varie à l'intérieur des divisions mélodiques (deux ou trois formules d'appuis par exemple). Du point de vue de l'origine, une source évidente provient des "tons" de la gavotte chantée (légères transformations rythmiques). D'autre part, l'influence des airs de la ronde du pays gallo est très probable, à la suite des échanges entre populations, car des thèmes musicaux sont communs.

### Musiques et chants
Les sonneurs Étienne Rivoallan et Georges Cadoudal ont fait de ce répertoire leur spécialité et jouaient des airs comme Plin Bourbriac, repris par Alan Stivell dans Pop Plinn, et l'ont ainsi popularisé hors de son terroir d'origine. Yann Bars né à Bourbriac, élève d’Étienne Rivoallan, fut un des meilleurs sonneurs (biniou kozh) spécialistes du plinn. Associé à Daniel Philippe (bombarde), ils furent plusieurs fois champions de Bretagne à Gourin. Yann Bars et Daniel Philippe ont constitué un des meilleurs couples de sonneurs de plinn, qui a animé tous les festou-noz des Côtes du Nord et des Côtes-d'Armor dans les années 1970 et 1980. Yann Bars et Daniel Philippe constituent la référence de tous les sonneurs de plinn qui leur ont succédé.
Daniel Feon et Jil Léhart ont su créer des nouveaux airs. Le groupe de musique celtique An Triskell a réalisé un titre intitulé Dans Plinn. Le groupe brestois de rock Matmatah a popularisé la danse en chantant un kan ha diskan aux paroles en français, baptisé Les Moutons et enregistré pour accompagner le single Lambé An Dro.
Plusieurs chanteurs populaires sont reconnus pour avoir intégré plusieurs chants plinn dans leur répertoire : Les Frères Morvan, Yann-Fañch Kemener, Erik Marchand, Annie Ebrel, Marcel Guilloux, Manu Kerjean...